# Challenger Tenis Club Argentino 2022 - Doppio
Questa è la prima edizione di questo torneo.
In finale Arklon Huertas Del Pino e Conner Huertas Del Pino hanno sconfitto Matías Franco Descotte e  Alejo Lorenzo Lingua Lavallén con il punteggio di 7-5, 4-6, [11-9].

## Teste di serie
1. Guido Andreozzi /  Guillermo Durán (quarti di finale, ritirati)
2. Carlos Gómez-Herrera /  Malek Jaziri (quarti di finale, ritirati)

1. Arklon Huertas Del Pino /  Conner Huertas Del Pino (campioni)
2. Román Andrés Burruchaga  /  Francisco Comesaña (ritirati)

## Wildcard
1. Juan Cruz Estevarena /  Santiago Giamichelle (primo turno)

1. Nicolás Eli /  Juan Bautista Otegui (primo turno)

## Tabellone

### Legenda
| - Q = Qualificato - WC = Wild card - LL = Lucky loser | - ALT = Alternate - SE = Special Exempt - PR = Protected Ranking | - w/o = Walkover - r = Ritirato - d = Squalificato |

|  | Primo turno | Primo turno                           | Primo turno                           | Primo turno              | Primo turno |  |  | Quarti di finale | Quarti di finale                      | Quarti di finale                      | Quarti di finale                      | Quarti di finale                      |                                       |      | Semifinali | Semifinali                            | Semifinali           | Semifinali                     | Semifinali |   |     | Finale | Finale | Finale | Finale | Finale |  |
|  |             |                                       |                                       |                          |             |  |  |                  |                                       |                                       |                                       |                                       |                                       |      |            |                                       |                      |                                |            |   |     |        |        |        |        |        |  |
|  | 1           | G Andreozzi G Durán                   | 6                                     | 4                        | [10]        |  |  |                  |                                       |                                       |                                       |                                       |                                       |      |            |                                       |                      |                                |            |   |     |        |        |        |        |        |  |
|  |             | S de la Fuente F Juárez               | 2                                     | 6                        | [2]         |  |  | 1                | G Andreozzi G Durán                   | G Andreozzi G Durán                   | G Andreozzi G Durán                   |                                       |                                       |      |            |                                       |                      |                                |            |   |     |        |        |        |        |        |  |
|  |             | L Aboian V Aboian                     | L Aboian V Aboian                     | 5                        | 4           |  |  |                  | I Carou G Villanueva                  | I Carou G Villanueva                  | I Carou G Villanueva                  | w/o                                   |                                       |      |            |                                       |                      |                                |            |   |     |        |        |        |        |        |  |
|  |             | I Carou G Villanueva                  | I Carou G Villanueva                  | 7                        | 6           |  |  |                  |                                       |                                       |                                       |                                       |                                       |      |            | I Carou G Villanueva                  | I Carou G Villanueva | I Carou G Villanueva           |            |   |     |        |        |        |        |        |  |
|  | 3           | A Huertas Del Pino C Huertas Del Pino | A Huertas Del Pino C Huertas Del Pino | 6                        | 6           |  |  |                  |                                       | 3                                     | A Huertas Del Pino C Huertas Del Pino | A Huertas Del Pino C Huertas Del Pino | A Huertas Del Pino C Huertas Del Pino | w/o  |            |                                       |                      |                                |            |   |     |        |        |        |        |        |  |
|  | WC          | JC Estevarena S Giamichelle           | JC Estevarena S Giamichelle           | 1                        | 2           |  |  | 3                | A Huertas Del Pino C Huertas Del Pino | A Huertas Del Pino C Huertas Del Pino | A Huertas Del Pino C Huertas Del Pino | w/o                                   |                                       |      |            |                                       |                      |                                |            |   |     |        |        |        |        |        |  |
|  |             | A Barrena MN Martínez                 | A Barrena MN Martínez                 | 6                        | 6           |  |  |                  | A Barrena MN Martínez                 | A Barrena MN Martínez                 | A Barrena MN Martínez                 |                                       |                                       |      |            |                                       |                      |                                |            |   |     |        |        |        |        |        |  |
|  |             | JI Galarza M Navone                   | JI Galarza M Navone                   | 1                        | 4           |  |  |                  |                                       |                                       |                                       |                                       |                                       |      | 3          | A Huertas Del Pino C Huertas Del Pino | 7                    | 4                              | [11]       |   |     |        |        |        |        |        |  |
|  | WC          | N Eli JB Otegui                       | N Eli JB Otegui                       | 0                        | 3           |  |  |                  |                                       |                                       |                                       |                                       |                                       |      |            |                                       |                      | MF Descotte AL Lingua Lavallén | 5          | 6 | [9] |        |        |        |        |        |  |
|  |             | N Álvarez M Dellien                   | N Álvarez M Dellien                   | 6                        | 6           |  |  |                  | N Álvarez M Dellien                   | N Álvarez M Dellien                   | N Álvarez M Dellien                   | w/o                                   |                                       |      |            |                                       |                      |                                |            |   |     |        |        |        |        |        |  |
|  |             | B Baker N Mejía                       | B Baker N Mejía                       | B Baker N Mejía          | w/o         |  |  |                  | B Baker N Mejía                       | B Baker N Mejía                       | B Baker N Mejía                       |                                       |                                       |      |            |                                       |                      |                                |            |   |     |        |        |        |        |        |  |
|  | 4           | RA Burruchaga F Comesaña              | RA Burruchaga F Comesaña              | RA Burruchaga F Comesaña |             |  |  |                  |                                       |                                       |                                       |                                       |                                       |      |            | N Álvarez M Dellien                   | 4                    | 6                              | [4]        |   |     |        |        |        |        |        |  |
|  |             | MF Descotte AL Lingua Lavallén        | MF Descotte AL Lingua Lavallén        | 6                        | 6           |  |  |                  |                                       |                                       | MF Descotte AL Lingua Lavallén        | 6                                     | 1                                     | [10] |            |                                       |                      |                                |            |   |     |        |        |        |        |        |  |
|  |             | I Monzón F Tenti                      | I Monzón F Tenti                      | 4                        | 1           |  |  |                  | MF Descotte AL Lingua Lavallén        | MF Descotte AL Lingua Lavallén        | MF Descotte AL Lingua Lavallén        | w/o                                   |                                       |      |            |                                       |                      |                                |            |   |     |        |        |        |        |        |  |
|  |             | T Farjat J Panta                      | 4                                     | 6                        | [8]         |  |  | 2                | C Gómez-Herrera M Jaziri              | C Gómez-Herrera M Jaziri              | C Gómez-Herrera M Jaziri              |                                       |                                       |      |            |                                       |                      |                                |            |   |     |        |        |        |        |        |  |
|  | 2           | C Gómez-Herrera M Jaziri              | 6                                     | 3                        | [10]        |  |  |                  |                                       |                                       |                                       |                                       |                                       |      |            |                                       |                      |                                |            |   |     |        |        |        |        |        |  |